# Basketbol'nyj klub Chimki 2018-2019
Questa voce raccoglie le informazioni riguardanti il Basketbol'nyj klub Chimki nelle competizioni ufficiali della stagione 2018-2019.

## Stagione
La stagione 2018-2019 del Basketbol'nyj klub Chimki è la 20ª nel massimo campionato russo di pallacanestro, la VTB United League.

## Roster
Aggiornato al 27 luglio 2018
| Chimki 2018-19 | Chimki 2018-19 |
| Giocatori      | Staff tecnico  |
| -------------- | -------------- |

| N. | Naz.                                         | Ruolo | Nome               | Anno | Alt.   | Peso   |  |
| -- | -------------------------------------------- | ----- | ------------------ | ---- | ------ | ------ |  |
| 1  | Russia (bandiera)                            | PG    | Aleksej Šved       | 1988 | 198 cm | 86 kg  |  |
| 3  | Stati Uniti (bandiera) · Bulgaria (bandiera) | P     | Dee Bost           | 1989 | 188 cm | 80 kg  |  |
| 3  | Lettonia (bandiera)                          | AP    | Jānis Timma        | 1992 | 203 cm | 103 kg |  |
| 5  | Stati Uniti (bandiera)                       | G     | Tony Crocker       | 1987 | 198 cm | 98 kg  |  |
| 6  | Russia (bandiera)                            | G     | Egor Vjal'cev      | 1985 | 193 cm | 88 kg  |  |
| 7  | Stati Uniti (bandiera)                       | AP    | Garlon Green       | 1991 | 201 cm | 98 kg  |  |
| 8  | Russia (bandiera)                            | G     | Vjačeslav Zajcev   | 1989 | 190 cm | 86 kg  |  |
| 9  | Serbia (bandiera)                            | P     | Stefan Marković    | 1988 | 199 cm | 98 kg  |  |
| 10 | Stati Uniti (bandiera)                       | GA    | Casey Prather      | 1991 | 198 cm | 96 kg  |  |
| 11 | Stati Uniti (bandiera)                       | P     | Andrew Harrison    | 1994 | 198 cm | 98 kg  |  |
| 12 | Russia (bandiera)                            | AP    | Sergej Monja (C)   | 1983 | 202 cm | 103 kg |  |
| 13 | Stati Uniti (bandiera)                       | AG    | Anthony Gill       | 1992 | 203 cm | 104 kg |  |
| 15 | Russia (bandiera)                            | AC    | Pëtr Gubanov       | 1987 | 207 cm | 105 kg |  |
| 16 | Russia (bandiera)                            | G     | Timofej Jakušin    | 1997 | 194 cm | 82 kg  |  |
| 20 | Russia (bandiera)                            | A     | Andrej Zubkov      | 1991 | 205 cm | 100 kg |  |
| 22 | Stati Uniti (bandiera) · Serbia (bandiera)   | G     | Charles Jenkins    | 1989 | 191 cm | 100 kg |  |
| 23 | Stati Uniti (bandiera)                       | A     | Malcolm Thomas     | 1988 | 206 cm | 102 kg |  |
| 25 | Stati Uniti (bandiera)                       | AG    | Jordan Mickey      | 1994 | 203 cm | 107 kg |  |
| 30 | Russia (bandiera)                            | C     | Dmitrij Sokolov    | 1985 | 214 cm | 115 kg |  |
| 32 | Russia (bandiera)                            | A     | Maksim Baraškov    | 1998 | 201 cm | 93 kg  |  |
| 35 | Russia (bandiera)                            | AG    | Dmitrij Kadošnikov | 2001 | 204 cm | 100 kg |  |

| Allenatore |
| - Giōrgos Mpartzōkas (fino al 21 gennaio) - Rimas Kurtinaitis (dal 21 gennaio) |
| Assistente/i |
| - Giōrgos Mpozikas (fino al 23 gennaio) - Chrīstos Pappas (fino al 10 febbraio) - Stefanos Triantafyllos (fino al 23 gennaio) - Aurimas Jasilionis (dal 23 gennaio) - Robertas Kuncaitis (dal 23 gennaio) Legenda - (C) Capitano - (IN) Inattivo - Infortunato Roster |

## Mercato

### Sessione estiva
| Acquisti | Acquisti      | Acquisti        | Acquisti   | Acquisti |
| R.a      | Nome          | da              | Modalità   |          |
| -------- | ------------- | --------------- | ---------- | -------- |
| AC       | Pëtr Gubanov  | Nižnij Novgorod | definitivo |          |
| P        | Dee Bost      | Strasburgo      | definitivo |          |
| AG       | Jordan Mickey | Miami Heat      | definitivo |          |
| G        | Tony Crocker  | Tofaş Bursa     | definitivo |          |
| GA       | Casey Prather | Promitheas      | definitivo |          |

| Cessioni | Cessioni        | Cessioni          | Cessioni       | Cessioni |
| R.       | Nome            | a                 | Modalità       |          |
| -------- | --------------- | ----------------- | -------------- | -------- |
| AG       | Thomas Robinson | Atlanta Hawks     | fine contratto |          |
| C        | Dmitrij Sokolov |                   | ritirato       |          |
| AC       | Marko Todorović | Joventut Badalona | fine contratto |          |
| C        | Ruslan Pateev   | Legia Varsavia    | fine contratto |          |
| GA       | James Anderson  | Anadolu Efes      | rescissione    |          |
| G        | Maksim Tkačenko |                   | fine contratto |          |

### Dopo l'inizio della stagione
| Acquisti | Acquisti        | Acquisti      | Acquisti         | Acquisti   |
| R.       | Nome            | da            | Data             | Modalità   |
| -------- | --------------- | ------------- | ---------------- | ---------- |
| AP       | Garlon Green    | Free agent    | 8 novembre 2018  | definitivo |
| P        | Andrew Harrison | N.O. Pelicans | 27 febbraio 2019 | definitivo |
| AP       | Jānis Timma     | Olympiakos    | 13 marzo 2019    | prestito   |
| C        | Dmitrij Sokolov | Free agent    | 14 marzo 2019    | definitivo |

| Cessioni | Cessioni     | Cessioni        | Cessioni         | Cessioni    |
| R.       | Nome         | a               | Data             | Modalità    |
| -------- | ------------ | --------------- | ---------------- | ----------- |
| AP       | Garlon Green | Hapoel Tel Aviv | 14 febbraio 2019 | rescissione |
| P        | Dee Bost     | Monaco          | 28 febbraio 2019 | rescissione |
| AG       | Anthony Gill | Free agent      | 14 marzo 2019    | rescissione |